# Kisei 2005
Il Kisei 2005 è stata la 29ª edizione del torneo goistico giapponese Kisei.

## Fase finale
- W indica vittoria col bianco
- B indica vittoria col nero
- X indica la sconfitta
- +R indica che la partita si è conclusa per abbandono
- +N indica lo scarto dei punti a fine partita

### Gruppo A
| Giocatore       | K.Y.  | O.M. | T.M.  | N.Y.  | G.M.   | R.S.  | Risultato | Note                                        |
| --------------- | ----- | ---- | ----- | ----- | ------ | ----- | --------- | ------------------------------------------- |
| Keigo Yamashita | –     | W+R  | B+R   | X     | B+R    | W+0,5 | 4-1       | Qualificato alla finale degli sfidanti      |
| O Meien         | X     | –    | W+9,5 | B+2,5 | W+R    | X     | 3-2       | Qualificato alla fase finale del Kisei 2006 |
| Tomoyasu Mimura | X     | X    | –     | X     | B+R    | W+2,5 | 2-3       | Qualificato alla fase finale del Kisei 2006 |
| Norimoto Yoda   | B+0,5 | X    | B+R   | –     | W+10,5 | B+R   | 4-1       | Qualificato alla fase finale del Kisei 2006 |
| Goro Miyazawa   | X     | X    | X     | X     | –      | X     | 0-5       | Retrocesso                                  |
| Ryu Shikun      | X     | W+R  | X     | X     | B+R    | –     | 2-3       | Retrocesso                                  |

### Gruppo B
| Giocatore        | C.C. | O.R. | C.U. | Y.M.   | S.K.  | S.Y.  | Risultato | Note                                        |
| ---------------- | ---- | ---- | ---- | ------ | ----- | ----- | --------- | ------------------------------------------- |
| Cho Chikun       | –    | X    | X    | W+R    | B+R   | X     | 2-3       | Retrocesso                                  |
| Ō Rissei         | B+R  | –    | X    | B+R    | X     | B+0,5 | 3-2       | Qualificato alla fase finale del Kisei 2006 |
| Cho U            | W+R  | B+R  | –    | W+0,5  | X     | X     | 3-2       | Qualificato alla fase finale del Kisei 2006 |
| Yoshiaki Imamura | X    | X    | X    | –      | X     | X     | 0-5       | Retrocesso                                  |
| Satoru Kobayashi | X    | B+R  | W+R  | B+3,5  | –     | X     | 3-2       | Qualificato alla fase finale del Kisei 2006 |
| Satoshi Yuki     | B+R  | X    | B+R  | W+11,5 | B+1,5 | –     | 4-1       | Qualificato alla finale degli sfidanti      |

## Finale degli sfidanti
I due vincitori dei gruppi A e B si sono sfidati il 7 novembre 2004.